# Aime-la-Plagne
Aime-la-Plagne község Franciaország Auvergne-Rhône-Alpes régiójában, Savoie megyében. Új községként 2016. január 1-jén jött létre Aime, Granier és Montgirod község egyesítésével. Lakosainak száma 4409 fő (2022. január 1.).

## Népesség
| Lakosok száma | 4443 | 4486 | 4444 | 4433 | 4421 | 4409 |
|               | 2017 | 2018 | 2019 | 2020 | 2021 | 2022 |